# Скуби-Ду! Абракадабра-Ду
«Скуби-Ду! Абракадабра-Ду» (англ. Scooby-Doo! Abracadabra-Doo) — полнометражный рисованный анимационный фильм 2010 года.

## Сюжет
По требованию матери Велмы группа отправляется в гости к её младшей сестре Мэ́делин. Она изучает волшебные фокусы в Академии волшебства Уи́рлена Мерлина, где будто бы видели гигантского грифона. Группа решает узнать обо всем подробнее.

## Роли озвучивали
| Актёр                | Роль                        |
| -------------------- | --------------------------- |
| Фрэнк Уэлкер         | Фред Джонс/Скуби-Ду         |
| Мэттью Лиллард       | Норвилл «Шэгги» Роджерс     |
| Грей Делайл          | Дафна Блейк                 |
| Минди Кон            | Велма Динкли                |
| Даника Маккеллар     | Мэделин Динкли сестра Велмы |
| Джеймс Патрик Стюарт | Уирлен Мерлин               |
| Брайан Посен         | Марлон Уирлен               |
| Дайан Делано         | Алма Рамблбанс              |
| Джеффри Тэмбор       | Калвин Кердлс               |
| Кристал Скейлс       | Кристал                     |
| Джон Ди Маджо        | Амос                        |
| Дейв Аттелл          | GPS                         |
| Оливия Хэк           | Трина                       |
| Ди Брэдли Бейкер     | Шерман                      |
| Мелик Бергер         | мать Максуэлла              |
| Джон Стефенсон       | шериф                       |